# Криничеватка
Криничева́тка (укр. Криничуватка) — село в Устиновской поселковой общине Кропивницкого района Кировоградской области Украины. Расположено на реке Берёзовка.
Население по переписи 2001 года составляло 597 человек. Почтовый индекс — 28612. Телефонный код — 5239. Код КОАТУУ — 3525885601.

## История
Село Криничеватка основано в 1810—20 годах и расположено на 12 км севернее районного центра вдоль берегов реки Березовка, на расстоянии 25 км от железнодорожной станции Долинская. Сельсовету были подчинены сёла Березоватка, Завадовка, Новокиевка, Исаевка. В годы Советской власти председатель колхоза М. И. Гайдадым, долгие годы успешно руководивший колхозом, и фельдшер-акушер А. В. Владыкина удостоены ордена Ленина. 124 жителя села участвовали в Великой Отечественной войне. При освобождении села смертью храбрых погибли в частности Герой Советского Союза лейтенант Ефим Стерин из Смоленской области и М. И. Осипов[уточнить], уроженец Челябинска, на их могиле установлен памятник. В селе также сооружён обелиск Славы 74 землякам, которые отдали жизнь за Родину.
До 2020 года село входило в Устиновский район